# Apsley Falls
Apsley Falls – wodospad położony w Australii (Nowa Południowa Walia), w głębokim wąwozie, będącego częścią Parku Narodowego Oxley Wild Rivers. 
Dwustopniowy wodospad o łącznej wysokości 123 metry. Pierwszy stopień położony jest na wysokości 65 metrów, a drugi na wysokości 800 metrów i spada z 58 metrów do wąwozu.